# Atletica leggera ai Giochi della XXVIII Olimpiade - Salto triplo maschile
Il salto triplo ha fatto parte del programma di atletica leggera maschile ai Giochi della XXVIII Olimpiade. La competizione si è svolta nei giorni 20 e 22 agosto 2004 allo Stadio Olimpico di Atene. Vi hanno preso parte 47 atleti.

## Presenze ed assenze dei campioni in carica
| Competizione         | Atleta           | Prestazione | Atene 2004  |
| -------------------- | ---------------- | ----------- | ----------- |
| Olimpiadi 2012       | Jonathan Edwards | 17,71 m     | Ritir. 2003 |
| Commonwealth 2002    | Jonathan Edwards | 17,86 m     | Ritir. 2003 |
| Europei 2002         | Christian Olsson | 17,53 m     | Presente    |
| Coppa del mondo 2002 | Jonathan Edwards | 17,34 m     | Ritir. 2003 |
| Panamericani 2003    | Yoandri Betanzos | 17,26 m     | Presente    |
| Mondiali 2003        | Christian Olsson | 17,72 m     | Presente    |
|                      |                  |             |             |
| Mondiali junior 2000 | Marian Oprea     | 16,41 m     | Presente    |

## Turno eliminatorio
Qualificazione17,00 m
Nove atleti ottengono la misura richiesta (miglior salto: 17,68 di Christian Olsson). Ad essi vengono aggiunti i 3 migliori salti.

## Finale
Stadio olimpico, domenica 22 agosto, ore 20:10.
Il salto di apertura è di Marian Oprea: un ottimo 17,55. Ma Christian Olsson fa capire subito che è lui il campione e vola in testa alla classifica con 17,69, un cm meglio che in qualificazione. 

Alla seconda prova Oprea fa un nullo mentre lo svedese si migliora a 17,79 per il nuovo record nazionale. Buona la prova anche di Yoandri Betanzos, che atterra a 17,47 issandosi al terzo posto.

Nei due turni successivi la classifica non si muove. Alla quinta prova Danil Burkenya indovina un salto a 17,48 con cui scavalca Betanzos. All'ultimo turno Oprea salta 17,38 e si accontenta dell'argento, Olsson non si toglie neanche la tuta e Burkenya ribadisce il suo terzo posto con 17,47. Betanzos tenta il tutto per tutto ma il suo salto è nullo.

Olsson ha fatto una gara superba: sono suoi i quattro salti più lunghi della competizione.
| Pos     | Atleta              | Nazionalità | 1ª prova | 2ª prova | 3ª prova | 4ª prova | 5ª prova | 6ª prova | Misura | Note             |
| ------- | ------------------- | ----------- | -------- | -------- | -------- | -------- | -------- | -------- | ------ | ---------------- |
| Oro     | Christian Olsson    | Svezia      | 17,69    | 17,79    | 17,69    | 16,82    | 17,58    | -        | 17,79  | Record nazionale |
| Argento | Marian Oprea        | Romania     | 17,55    | x        | 17,47    | 17,34    | -        | 17,38    | 17,55  |                  |
| Bronzo  | Daniil Burkenja     | Russia      | 16,99    | 16,68    | 16,16    | 17,45    | 17,48    | 17,47    | 17,48  |                  |
| 4       | Yoandri Betanzos    | Grecia      | x        | 17,47    | x        | x        | 17,24    | x        | 17,47  |                  |
| 5       | Jadel Gregório      | Cuba        | 17,22    | 17,27    | 15,97    | x        | 16,82    | 17,31    | 17,31  |                  |
| 6       | Khristos Meletoglou | Grecia      | 17,13    | x        | 17,10    | 17,05    | 16,65    | 17,06    | 17,13  |                  |
| 7       | Viktor Gushchinskij | Russia      | x        | x        | 17,11    | 16,27    | 16,95    | x        | 17,11  |                  |
| 8       | Yoelbi Quesada      | Cuba        | 16,93    | x        | 16,96    | x        | x        | -        | 16,96  |                  |
| 9       | Kenta Bell          | Stati Uniti | 16,90    | x        | 16,39    |          |          |          | 16,90  |                  |
| 10      | Julien Kapek        | Francia     | x        | 16,79    | 16,81    |          |          |          | 16,81  |                  |
| 11      | Walter Davis        | Stati Uniti | 16,78    | 16,65    | 16,59    |          |          |          | 16,78  |                  |
| N.C.    | Phillips Idowu      | Regno Unito | x        | x        | x        |          |          |          | N.M.   |                  |

## Fonte
- (EN)  Atene 2004,  Salto triplo maschile su Sports reference (archiviato dall'url originale il 4 aprile 2019).